# Tvrđava Ostrovica
Tvrđava Ostrovica, srednjovjekovna fortifikacija na strmom brdu ponad istoimenog naselja u Zadarskoj županiji, na prijelazu između Ravnih kotara i Bukovice. Nekad jedna od najvažnijih utvrda u južnoj Hrvatskoj, poznata kao ključ grada  Zadra, srušena je u mletačko-turskim ratovima tijekom druge polovice 17. stoljeća do temelja, tako da su od nje do danas sačuvani samo ostaci ruševine.

## Povijesni pregled
Prvi spomen Ostrovice, prema Vjekoslavu Klaiću, javlja se u drugoj polovici 12. stoljeća, kada bizantski povjesničar Cinnamus pripovijeda da je 1168. godine bizantski car Manuel I. Komnen. osvojio veliki dio Hrvatske i Dalmacije, navodeći imena zauzetih mjesta, među kojima se, uz Split, Trogir, Šibenik i Skradin, nalazi i Ostrovica. Drugi se spomen bilježi krajem 12. stoljeća, kada se herceg Andrija II. Arpadović, prolazeći sa svojom vojskom 1198. godine kroz Ravne kotare, utaborio kod kastruma Ostrovice.
Tvrđavu su, kao i cijelu Bribirsku župu, do 1347. godine posjedovali knezovi Bribirski iz plemena Šubića. U njoj je do svoje smrti 1346. boravio knez Pavao II. Šubić Bribirski, a tada ju je u ime maloljetnog Pavlova sina Jurja preuzeo i njom upravljao Pavlov mlađi brat Grgur V. Već sljedeće godine kralj Ljudevit I. Anžuvinac prisilio je Grgura da mu je preda, a zauzvrat je Šubićima (u povelji izdanoj 31. srpnja 1347.) dao njima udaljeni Zrin u tadašnjoj Slovinskoj zemlji (Slavoniji). 
Ljudevitu je Ostrovica trebala iz strateških razloga, jer je namjeravao iz Dalmacije istisnuti Mlečane, a ova je tvrđava još od antičkih vremena kontrolirala važne puteve u smjeru sjever-jug (pravac Siscia-Salona), te zapad-istok (Zadar-Knin). Kralj je u tome i uspio, zagospodareći nakon Zadarskog mira 1358. cijelom južnom Hrvatskom. Nakon njega tvrđava je često mijenjala gospodare, pa ju je, na primjer, neko vrijeme držao vranski prior i hrvatski ban Ivan Paližna, odnosno njegovi nasljednici, u vremenu 1388-1391. godine bila je, prema nekim izvorima, u vlasništvu bosanskog kralja Stjepana Tvrtka I., a od 1393. u rukama bosanskog vojvode i hrvatskog bana Vuka Vukčića Hrvatinića.
Početkom 15. stoljeća Ostrovica prelazi u posjed bosanskog vojvode Sandalja Hranića Kosače, koji ju je stekao kao miraz ženidbom s Katarinom, kćeri Vuka Vukčića Hrvatinića, u proljeće 1405. godine, dobivši istovremeno i Skradin. Takvo stanje stvari u svojoj darovnici datiranoj 23. ožujka 1407. potvrdio je i kralj Ladislav Napuljski, koji je nešto ranije (1403.) u Zadru okrunjen za hrvatsko-ugarskog kralja, imavši u južnoj Hrvatskoj dosta pristaša, dok je istodobno sjevernije vlast uspostavio Žigmund Luksemburški.  
Nove okolnosti nastupile su 1409. godine, kada je kralj Ladislav prodao svoja prava na Dalmaciju Mletačkoj Republici. Malo poslije toga (1410.) Kosača je odlučio pristupiti pregovorima s Mlečanima o uvjetima njihovog preuzimanja Ostrovice i u Zadru ispregovarao pogodbu sklopljenu 13. travnja 1411., po kojoj im je tvrđavu predao za 5.000 dukata. Potonji su time na dulje vrijeme ovladali cijelim područjem, u koje su se vratili na velika vrata, spomenutom kupovinom Dalmacije, plativši za nju 100.000 dukata. 
Padom Bosanskog Kraljevstva pod Turke 1463. godine, Ostrovici je od njih prijetila sve veća opasnost, ali se održala sve do 1523., kada ju osmanska sila, zajedno s cijelim okolnim teritorijem, stavlja pod svoju vlast. U stalnim mletačko-turskim sukobima, nalazeći se u pograničnom području, utvrda je povremeno prelazila iz turskih u mletačke ruke i obratno, da bi u drugoj polovici 17. stoljeća bila srušena.
Prema dostupnim izvorima, ona je još godine 1671. postojala, jer je tada za njenog mletačkog zapovjednika postavljen poznati ratnik protiv Turaka Stojan Janković, ali je kasnije razorena, odnosno praktički sravnjena sa zemljom, pa su se do danas na platou okomite ostrovičke stijene očuvali samo rijetki ostaci (npr. kamena cisterna za vodu, isklesane stube, fragmenti gotičke glazirane keramike i sl).  

## Ostrovica na zemljovidima
| Položaj Ostrovice na karti srednjovjekovnog Hrvatskog kraljevstva oko 1300. godine, kada je bila u vlasništvu knezova Šubića Bribirskih | Ostrovicom je u doba Zadarskog mira, sklopljenog 1358., upravljao kralj Ljudevit I. Anžuvinac | Na staroj karti hrvatskih zemalja iz 1645. godine Ostrovica je prikazana kao dio Dalmacije (napisana sitnim slovima desno od prvog velikog slova “A” u nazivu DALMATIA) |

## Vanjske poveznice
- 1347. godine kralj Ljudevit I. Anžuvinac preuzima Ostrovicu od Šubića i daje im Zrin
- Vuk Vukčić Hrvatinić, hrvatski ban imenovan od strane kralja Ladislava Napuljskog, bio je nekoliko godina vlasnik Ostrovice
- Ostrovica je došla u posjed bosanskog vojvode Sandalja Hranića Kosače 1405. godine
- 1523. godine Turci osvajaju Ostrovicu
- 1671. godine Stojan Janković postaje zapovjednikom strateške utvrde Ostrovice